# 魚乃目三太
魚乃目 三太（うおのめ さんた、1975年5月 - ）は、日本の漫画家。奈良県出身・東京都在住（2017年現在）。男性。

## 来歴・人物
1994年に奈良県立富雄高等学校、1998年に大阪工業大学（土木）を卒業。
建設会社の技術研究者を経て、2008年に漫画家デビュー。作品には、料理・グルメ漫画が多い。

## 作品リスト

### 連載作品
- なぎら健壱 バチ当たりの昼間酒（『思い出食堂』平成25年新春編 - NO.49 鍋ものがたり編）
- しあわせゴハン（『グランドジャンプPREMIUM』2013年9号 -2015年7号、『グランドジャンプ』2014年10号 - 2017年1号）
- 宮沢賢治の食卓（『思い出食堂』2014年15号 - 2017年32号） - テレビドラマ化
- ねこまんま（『週刊漫画ゴラク』2014年 - 2015年）
- 戦争めし（『ヤングチャンピオン』2015年No.10 - 2015年No.16、『ヤングチャンピオン烈』[4]2015年No.5 - 連載中、『別冊ヤングチャンピオン』2015年5月号・2015年6月号・2015年9月号・2016年8月号、『チャンピオンクロス』2015年7月14日 - 2016年7月26日、『マンガクロス』2018年7月31日 - ） - テレビドラマ化[5][6][7]
- 嗚呼!花のゴルフ部［大阪工業大学体育会ゴルフ部編］（『GOLFコミック』2015年5月号 - 2018年2月号（休刊））
- しあわせのひなた食堂（『女性セブン』2015年12月3日号 - 2016年6月23日号）
- 旅の肴 十返舎一九 浮世道中 旅がらす（『バーズ』2017年1月号 - 2018年3月号）
- 噺めし（『漫画ゴラクスペシャル』2017年2月号 - 2018年5月号）
- マンガ極皿（『ヤングチャンピオン』2017年No.5 - 2018年No.11）
- 車窓のグルメ 〜駅弁でカンパイ〜（『ゴラクエッグ』2017年10月30日 - 2018年10月1日、『週刊漫画ゴラク』2019年3月号）
- 日曜日の背徳めし（『漫画ゴラクスペシャル』2018年7月号 - 2019年5月号）
- INPIT知財総合支援窓口へようこそ！（特許庁広報誌『とっきょ』Vol.38 - Vol.48）
- ちらん〜特攻兵の幸福食堂〜（『ヤングチャンピオン』2019年No.1 - 2020年No.24）
- チャンピオンズ〜週刊少年チャンピオンを創った男たちの物語〜（『週刊少年チャンピオン』2019年46号 - 2020年4・5合併号）
- コトブキ荘の食卓（『週刊漫画ゴラク』2020年6月12日号[8] - 2023年10月20日号[9]） - 月1回連載[10]
- 釣りキャバ日誌（『ヤンマガWeb』2021年7月8日[11] - 11月8日[12]、『コミックDAYS』[13]2021年11月10日[14]）
- はらぺこ銀河（『別冊少年チャンピオン』2022年2月号 - 2023年5月号、全16話）
- 闇市めし（『週刊漫画ゴラク』2024年5月31日号[15] - ）
- 月かけごはん（『コミックバンチKai』2024年7月26日[16] - ）

### 読み切り
- 思い出食堂（少年画報社）
  - 運動会のお弁当（2011）
  - 祖母のカツ丼（2011）
  - 大阪の冷やし中華（2011）
  - お母さんのお寿司（2012）
  - お祖父ちゃんとうなぎ（2012）
  - 祖母のすき焼き（2012）
  - 我が家のおでん（2012）
  - バチ当たりの昼間酒シリーズ ソース焼きそば（平成25年新春編）
  - バチ当たりの昼間酒シリーズ 柴又の天丼 柴又「大和屋」（2013）
  - 上野のコロッケそば（2013）
  - 亀戸餃子 亀戸「亀戸餃子」（2013）
  - 金曜日のナポリタン（2013）
  - コロッケにカレーのアタマ 新丸子「三ちゃん食堂」（2013）
  - サバの味噌煮（2013）
  - サンマの干物 両国「下総屋食堂」（2013）
  - ちりめん山椒（2013）
  - 羽幌・味噌バターラーメン（2013）
  - メンチカツとビフテキ 上野「肉の大山」（2013）
  - 先生と僕のカレー（2013、特別編集）
  - 浪江焼きそば（2013、特別編集）
  - おでん 亀有「まづいや」（2014）
  - おばちゃんのミートソース（2014）
  - 餃子ライス（2014）
  - そば屋のラーメン 池上「連月」（2014）
  - 生ビールとチキンカツ 神保町「ランチョン」（2014）
  - 花巻・鳥南蛮そば（2014）
  - シウマイ弁当（2014、特別編集）
  - 湘南食堂の釜揚げシラス（2014、特別編集）
  - トンカツ（2014、特別編集）
  - 肉鍋（2014、特別編集）
- コミック酒肴人（少年画報社）
  - 大阪鶴橋ウエダ食堂（2012）
  - 東銀座「三原カレーコーナー」（2012）
- みんなの食卓（少年画報社）
  - たぬきそばといなり寿司（2014）
  - ジャークチキン（2015）
  - そぼろ弁当（2015）
  - 普通のカレー（2015）
- たむら（『コミックヨシモト』2007年6号・7号(最終号)） - 前後編読み切り
- 海の上の一ツ星（『グランドジャンプ』2017年14号）
- いやしめし（『別冊少年チャンピオン』2023年2月号）
- ちゃんこ（『月刊コミックバンチ』2023年11月号付録「死役所公式アンソロジー」[17][18]）

### その他
- 島之内ファミリー（少年画報社） - デビュー作の一つ[1]
- コミック ホームレス中学生（ヨシモトブックス） - デビュー作の一つ[1]、前述の『たむら』前後編を収録+6話描き下ろしで単行本化。
- スカイツリーの周辺で愛を叫ぶ（PHP研究所）
- 昼のセント酒 コミック版
- 象の目 象印百年物語（象印マホービン100周年記念新聞広告漫画、2018年5月10日朝刊5紙に掲載[19][20]）
- 魚乃目三太のマンガめし画帖（玄光社） - デビュー15年記念の画集[21]